# Matt Williams (baseballista)
Matthew Derrick Williams (ur. 28 listopada 1965) – amerykański baseballista, który występował na pozycji trzeciobazowego.

## Kariera zawodnicza
Williams studiował na University of Nevada w Las Vegas, gdzie w latach 1984–1986 grał w drużynie uniwersyteckiej UNLV Rebels. W czerwcu 1986 został wybrany w pierwszej rundzie draftu z numerem trzecim przez San Francisco Giants i początkowo grał w klubach farmerskich tego zespołu, między innymi w Clinton Giants, reprezentującym poziom Class-A.
W Major League Baseball zadebiutował 11 kwietnia 1987 w przeciwko Los Angeles Dodgers, w którym zaliczył single'a. W 1990, swoim pierwszym pełnym sezonie, po raz pierwszy został wybrany do Meczu Gwiazd, zaliyczł najwięcej RBI w National League (122) i jako trzeciobazowy otrzymał pierwszą z czterech w karierze nagrodę Silver Slugger Award. Rok później po raz pierwszy zdobył Złotą Rękawicę. W 1994 zdobył najwięcej home runów w MLB (43), a w głosowaniu do nagrody MVP National League zajął 2. miejsce za Jeffem Bagwellem z Houston Astros.
W sezonie 1997 grał w Cleveland Indians i jako zawodnik tego klubu otrzymał Złotą Rękawicę i Silver Slugger Award. W grudniu 1997 w ramach wymiany zawodników przeszedł do Arizona Diamondbacks, w którym występował przez sześć sezonów; w 2001 zagrał we wszystkich meczach World Series, w których Diamonbacks pokonali New York Yankees w siedmiu meczach. W późniejszym okresie był trenerem trzeciej bazy w Arizona Diamondbacks.

## Kariera menedżerska
1 listopada 2013 został menadżerem Washington Nationals, zastępując na tym stanowisku Daveya Johnsona. W 2014 został wybrany najlepszym menadżerem w National League. Rok później, po uzyskaniu przez Nationals bilansu 83–79, został zwolniony z funkcji menadżera tego zespołu.

## Nagrody i wyróżnienia
| Nagroda/wyróżnienie      | Lata                         | Źródło |
| 5× All-Star              | 1990, 1994, 1995, 1996, 1999 | [ 2 ]  |
| 4× Gold Glove Award      | 1991, 1993, 1994, 1997       | [ 2 ]  |
| 4× Silver Slugger Award  | 1990, 1993, 1994, 1997       | [ 2 ]  |
| Zwycięzca w World Series | 2001                         | [ 6 ]  |
| NL Manager of the Year   | 2014                         | [ 8 ]  |